# Димитър Църномаров
Димитър Христов Църномаров (на македонска литературна норма: Димитар Ристо Црномаров) е политик от Северна Македония, активист на ВМРО-ДПМНЕ и председател на ВМРО-Татковинска.

## Биография
Димитър Църномаров е роден на 9 септември 1952 година в град Битоля, тогава в СФРЮ. Неговият роднина Митю Църномаров е арестуван от сръбските власти през 1913 година по време на гонението на българската интелигенция в Македония. В родния си град завършва основното и гимназиалното си образование, но след това не успява да завърши медицина. През 1990 година става член на ВМРО-ДПМНЕ и същата година е избран заедно с Доста Димовска за заместник на Любчо Георгиевски. При създаването на партията, позовавайки се на устава й, изискващ преразглеждане на официалната скопска историография, иска партията да говори за историческата истина, но внедрените югославски агенти, начело с Драган Богдановски, спират тези опити. През 1991 година прави опит да изгради вътрешна партийна структура във ВМРО-ДПМНЕ, наречена „Защитен комитет“ и в която се приемат само сигурни и проверени членове на партията, за да се предотврати влизането на тайни агенти в структурата. Скоро след това гръмва медиен скандал с тайния комитет, което разклаща поста му в партията. Тайните служби следят дейността му като българин и като екстремист през 1992 година, а през септември 1993 година Църномаров е изваден от ръководството на ВМРО-ДПМНЕ. Конкретен повод за изключването му е участието в честването на Илинденското въстание в България заедно с членове на ВМРО-СМД. Същата година се отцепва от ВМРО-ДПМНЕ и създава смятаната за българофилска партия ВМРО-Татковинска заедно с Григор Цурев, Траян Годев, Тихомир Яйналиев, Димитър Николов и други. На 8 март 1995 ггодина е арестуван, като е държан 3 дена в ареста, а полицията му конфискува всички партийни документи и книги на книжовен български език. Членовете на партията му са привиквани от тайните служби и бити след атентата срещу действащия президент Киро Глигоров Вследствие на удар с приклад в ареста Църнумаров губи частично зрението си. В интервю през 1995 година Църномаров казва:
| „ | Резолюцията, която заедно приехме на този конгрес е плод и доказателство за нашите добри отношения. Ние няма да забравим и признаването на Македония от българското правителство на 15 януари 1992 година. Искаме границите от 1913 година да бъдат премахнати завинаги. Това е волята на народа, това е бъдещето му. Да процъфтява търговията, да се виждаме по-често, да живеем заедно - към това се стремим и от двете страни на наложената изкуствено граница... | “ |

Непрекъснато е клеймен от скопския печат като българофил, и в резултат на непрекъснатото физическо и психическо малтретиране на 3 януари 1996 година получава инфаркт. По време на управлението на ВМРО-ДПМНЕ (1998 – 2002) е заема пост в Министерството на отбраната, а след това е назначен за ръководител на СВР – Битоля, който изпълнява до 2006 година.